# Enanos (fantasía)

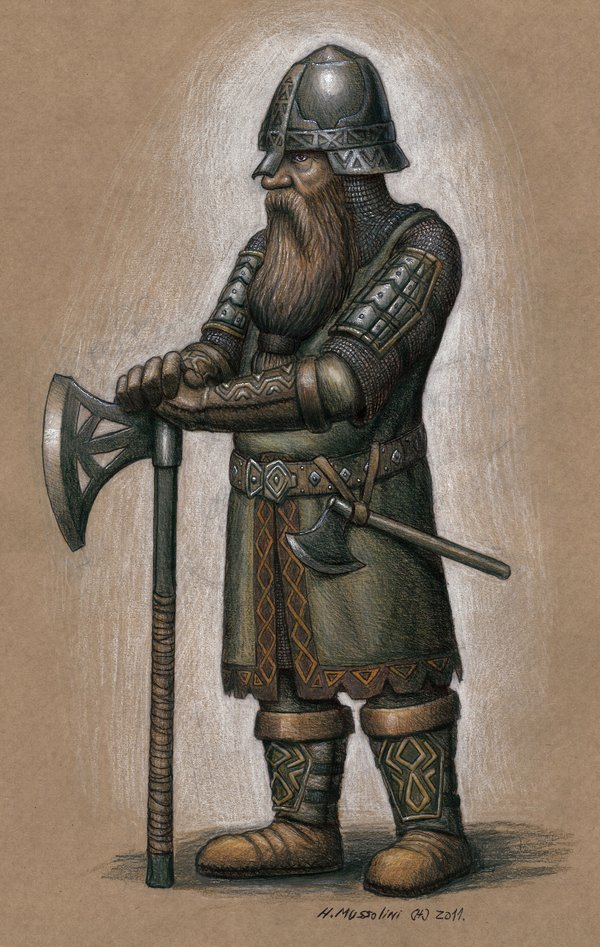
Un enano típico
(dibujo de BrokenMachine86).

Los Enanos son los miembros de una raza ficticia, inspirada en la mitología y, probablemente, en la obra de J. R. R. Tolkien.
Los enanos, junto con los elfos, son una de las razas más usadas en los universos de fantasía, como en las sagas de El Señor de los Anillos, Dragonlance o los juegos de Dungeons & Dragons. Los enanos, como su nombre indica, son bajos de estatura, llegando a tener la altura de un niño. Sin embargo, son muy corpulentos, además de ser muy longevos, pudiendo llegar a los 600 años. Como norma general, los enanos de los universos de fantasía tienen un gran aprecio por sus barbas, viven bajo la tierra o en las montañas, ya que son buenos mineros, orfebres, herreros y artesanos. También les gusta beber cerveza y su arma favorita suelen ser las hachas o los martillos.
También se caracterizan por su poca empatía hacia los elfos y por su odio hacia los orcos, trolls y dragones. En muchos casos. 
- Organización en clanes.
- Gran sentido del honor (y la legalidad) y el deber para con la familia. Por otra parte, suelen ser demasiado rígidos, orgullosos y nunca olvidan una afrenta.
- No acostumbran a tener una gran opinión de los elfos, en gran parte por lo distinto de los gustos y manera de ver la vida de ambos.
- Emplean una escritura rúnica.
- La gran mayoría de ellos vive bajo tierra.
- Amor (o tal vez codicia) por los metales preciosos y gemas extraídas de las minas. No así las que provengan del mar, como las perlas.
- Gran afición a las bebidas fuertes, sobre todo a la cerveza.
- Todos los varones llevan barbas y estas son su orgullo. Entre las enanas, tampoco es raro dejársela, lo cual puede hacer que cueste a un humano que se dé cuenta de la condición de fémina de una de ellas.
- Gran dominio de las obras de cantería y cualquier labor que implique trabajar la piedra o el metal (como la herrería, la forja de armas, la orfebrería, etc). Debido a esto, no les miran con malos ojos en las ciudades humanas.
- Suelen emplear como armas hachas, martillos de guerra y mazas. Si precisan de armas a distancia recurren a las ballestas, no haciendo usos de arcos y flechas como si hacen los elfos.
- Aversión e incluso resistencia innata a la magia arcana. No así a la de origen divino.

- Suele haber una rama de la familia malignamente desviada (enanos oscuros) a los que el resto de su especie aborrece.

## Enanos de los Reinos Olvidados
Las principales sub-razas son:
- Enanos dorados
- Enanos escudo
- Enanos grises o duérgar
- Enanos árticos o inugaakalikurt
- Enanos salvajes o dur auzahalar
- Enanos cortamena o úrdunnir

Habitan en el mundo de Abeir-Toril.
Entre sus miembros famosos encontramos a Bruenor Battlehammer, jefe del clan Battlehammer.
Compartían su aversión y resistencia innata a la magia hasta el llamado Año del Trueno, tras el cual comenzaron a aparecer magos entre su raza. Además, la natalidad de la especie cambió radicalmente y una quinta parte de los alumbramientos da lugar a gemelos o mellizos. Esto hace que los enanos sean en Toril otra vez comunes.
Los enanos grises o duérgar habitan alejados de sus parientes enanos. Fueron esclavizados por otra raza que habita también en la Infraoscuridad: los ilícitos (o azotamentes)y eso los cambió irremediablemente concediéndoles aptitudes psiónicas extraordinarias para su raza así como un carácter resentido y amargado.

## Enanos (Tolkien)

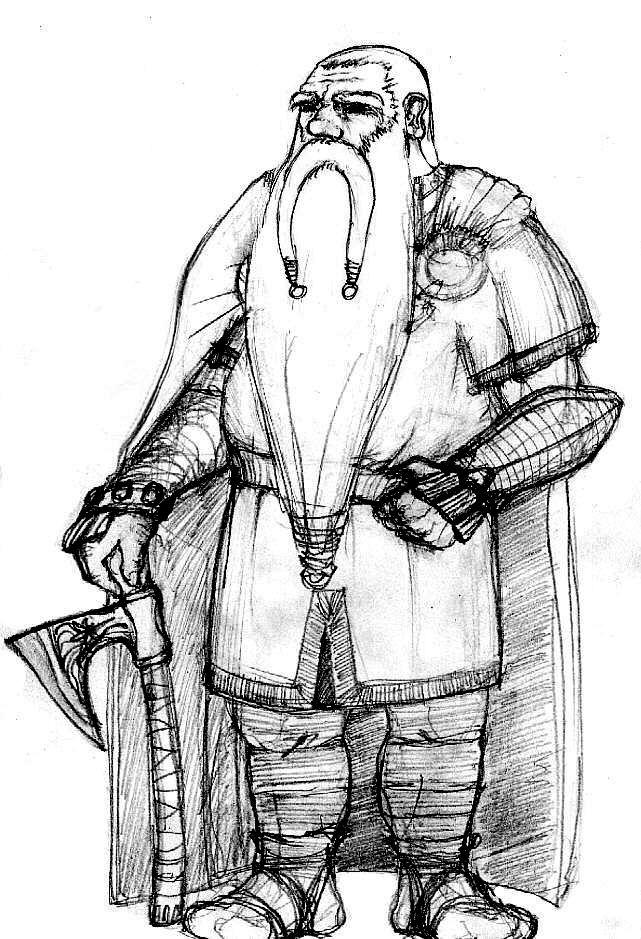
Un enano típico.

## Enanos de la Dragonlance
Las principales sub-razas y sus clanes son:
- Enanos de las colinas: neidar ("los más cercanos") como Flint Fireforge
- Enanos de las montañas: calnar, hylar ("los más elevados"), daewar ("los más queridos") y kiar (antes de la guerra Dwarfgate eran un clan de las colinas).
- Enanos oscuros: theiwar ("los desagradecidos"), daegar ("los más profundos") y zhakar (descendientes de los theiwar de Thoradin)
- Enanos de los barrancos, también llamados aghars ("atormentados") o gullys, como Bupu

Habitan en el mundo de Krynn. Están emparentados con los gnomos y los kenders, aunque la mayoría de los enanos lo niegue. Dicha familiaridad proviene de que enanos y kenders son una desviación evolutiva debida a efectos mágicos producidos por la Gema Gris.
Un único líder, el Thane, los gobierna a todos, e incluso los malvados derros reconocen la autoridad de este.
Veneran a Reorx, el Forjador. Esta deidad fue la que creó la Gema que daría origen a esta especie.
Entre estos se cuenta una raza atípica de enanos: los gullys. Estos, a diferencia del resto, son una raza de criaturas mugrientas y de poca inteligencia, que habitan lugares rechazados por el resto de seres de este mundo. Hacen cualquier cosa por sobrevivir, pero sin embargo, no son criaturas malvadas.
Otra anomalía en su especie, es la de las nigrománticas habilidades desarrolladas por sus parientes malvados, los theiwar. Estos, son una raza mezquina y depravada.
Además de los clanes citados anteriormente, en Ansalon (continente central de Krynn) se pueden encontrar otros clanes y subespecies, como los enanos zhakar, posiblemente los enanos más repulsivos de Krynn, que fueron infectados con la plaga del moho.
Los enanos zhakar descienden de los theiwar que una vez habitaron en Thoradin, de la misma manera que los hylar fue un clan superviviente de la destrucción de los enanos calnar del este del continente durante la guerra conocida como "El último balladine de Thorin".

## Enanos de Greyhawk (Falcongrís)
Habitan en el mundo de Oerth.
Son los enanos comunes de los manuales del juego de rol.
Veneran a su panteón de dioses raciales liderado por Moradin, igual que sus parientes de Reinos Olvidados.
Entre sus enanos más famosos encontramos a Obmi.

## Enanos de Darksun (Sol Oscuro)
Posiblemente los enanos menos parecidos al resto de enanos del multiverso D&D sean los enanos que viven y moran en Athas, el mundo desértico bajo el Sol Oscuro.
Estos enanos laboriosos y obstinados carecen de vello corporal, carecen de barba y en lugar de cabello tienen una cresta ósea en sus cabezas. Ocultan como un gran secreto vergonzoso que sus antepasados fuesen poseedores de barbas, cabello y vello.
Estos enanos comparten la estatura baja común a todos los enanos del multiverso, aunque suelen lucir más musculosos.
Otras de las distinciones más notables es que viven en pueblos en la superficie, dejando los túneles sólo para excavar a los mineros. Todos los enanos de Athas tienen un objetivo en la vida, y si mueren sin haberlo cumplido pueden llegar a convertirse en unos muertos vivientes parecidos a las banshees.
En Athas no hay distinciones físicas entre enanos de distintos clanes, aunque se podría asumir a los muls como una subespecie.
Los muls son híbridos entre enanos y humanos, heredando las mejores cualidades de los dos ancestros. Son altos, músculosos e incansables, siendo una raza muy valorada como esclavos, ya sean para el fatigoso trabajo de campo, minería o como gladiadores, pero, como todos los "semialgo" de Athas, son estériles.
Como rasgo común de las razas de Athas, todos los enanos (y muls) tienen potencial para la psiónica, que normalmente se manifiesta en alguna aptitud salvaje de bajo nivel.

## Panteón de dioses enanos
Debido a que los diferentes mundos que pertenecen al juego de rol de Dungeons & Dragons pueden comunicarse entre sí (mediante viajes entre los planos, por ejemplo), también las deidades enanas (como todas las otras deidades raciales) suelen tener influencia en más de un mundo. Así, vemos que el dios padre de los enanos recibe el mismo nombre tanto en los Reinos Olvidados como en Falcongrís. No así en el mundo de la Dragonlance, donde podemos diferenciar claramente a la deidad padre de los enanos, Reorx, de Moradin por su alineamiento más neutral (Moradin es legal bueno, Reorx legal neutral).
Otra constante de la sociedad enana suele ser la gran religiosidad que profesa esta raza, así como la adoración principalmente a deidades buenas.

## Enanos en Empire-Strike
Los enanos aparecen en Empire-Strike como una de las razas más importantes. Tiene diferentes poderes, entre ellos:
- Bonificación al ataque y la defensa si se encuentran en montaña
- Determinados edificios su construcción en turnos cuesta la mitad
- Los héroes son más difíciles de reclutar si son capturados
- No les afectan las magias globales que funcionan con maná
- No pueden tener héroes magos, ni, evidentemente, lanzar magias de maná